# (133753) Teresamullen
(133753) Teresamullen est un astéroïde de la ceinture principale.

## Description
(133753) Teresamullen est un astéroïde de la ceinture principale. Il fut découvert le 21 novembre 2003 à l'Observatoire Junk Bond par David Healy. Il présente une orbite caractérisée par un demi-grand axe de 3,15 UA, une excentricité de 0,17 et une inclinaison de 1,9° par rapport à l'écliptique.

## Compléments